# Harcesis
Nella serie televisiva di fantascienza Stargate SG-1, un Harcesis è il figlio umano nato dall'unione degli ospiti di due simbionti Goa'uld mentre i loro corpi sono ancora sotto l'influenza dei parassiti alieni.
Durante la gestazione il simbionte nel corpo dell'ospite femmina si mette in stato dormiente per permettere al feto di crescere normalmente. Gli Harcesis sono severamente vietati dalle leggi dei Goa'uld perché ritenuti troppo pericolosi, infatti ogni singolo Harcesis nasce con l'intera memoria genetica Goa'uld sia del padre che della madre, e proprio per questa ragione, solitamente vengono considerati un abominio.
Il figliastro di Daniel Jackson, Shifu è un Harcesis. Egli è il figlio di Apophis e Sha're/Amonet. Apophis generò Shifu nella speranza di prendere possesso del suo corpo come nuovo ospite. Tuttavia, Shifu venne nascosto nel pianeta Kheb e fu preso in cura dall'Antico asceso Oma Desala. In seguito, Shifu ascenderà egli stesso.
Possedendo le memorie dei genitori Goa'uld, che a loro volta erano in possesso di quelle delle generazioni Goa'uld precedenti, il destino dell'Harcesis conduce spesso alla pazzia. Nel caso di Shifu, Oma Desala gli insegnò a dimenticare: il solo modo per vincere la battaglia (per la sua sanità mentale) era di evitare di iniziare lo scontro.
Il NID creò anche Anne, un ibrido umano/goa'uld, con le stesse caratteristiche di Shifu ma ottenuto artificialmente, che potrebbe quindi essere denominato un Harcesis.